# Relations entre le Bénin et Haïti
Les relations entre le Bénin et Haïti sont des relations s'exerçant entre la république du Bénin et la république d'Haïti.

## Histoire
Haïti et le Bénin entretiennent des relations diplomatiques avec un bureau haïtien à Cotonou, bien que le Bénin n'ait pas actuellement de présence diplomatique officielle dans le pays en raison du séisme de 2010. Le Bénin a fourni à la MINUSTAH un contingent de 32 policiers et civils.
Les deux pays partagent une longue histoire culturelle à travers la traite négrière atlantique et l'importation du vaudou en tant que force religieuse dans la société haïtienne. 
Au Bénin, le tremblement de terre de 2010 a été suivi, entre autres réactions, d'une vague de prières de solidarité avec les victimes. Des cérémonies traditionnelles ont été organisées pour apaiser les esprits et demander la bénédiction des ancêtres pour les Haïtiens.